# بيل راسموسن
بيل راسموسن (بالإنجليزية: Bill Rasmussen)‏ هو شخصية أعمال أمريكي، ولد في 1932 في شيكاغو في الولايات المتحدة.